# Elmer Drew Merrill
Elmer Drew Merrill (15 tháng 10 năm 1876 - 25 tháng 2 năm 1956) là nhà thực vật học và phân loại học người Mỹ. Ông dành hơn 20 năm nghiên cứu ở Philippines và được công nhận là chuyên gia phân loại thực vật của khu vực châu Á - Thái Bình Dương. Suốt cuộc đời nghiên cứu, ông đã xuất bản hơn 500 ấn phẩm, miêu tả gần 3.000 loài thực vật mới và hơn 1 triệu tập mẫu cây. Ngoài công tác khoa học, ông còn là một nhà quản lý thành công, giáo sư đại học và nhà biên tập tạp chí khoa học.

## Đóng góp
Merrill ghi dấu ấn với nhiều thành tựu nghiên cứu về thực vật học. Ông nhận bằng tiến sĩ danh dự ở Đại học Maine năm 1926, Đại học Harvard năm 1936, Đại học California tại Berkeley năm 1936 và Đại học Yale năm 1951. Ông là Guggenheim Fellow niên khóa 1951-1952. Ông từng giữ chức vụ Chủ tịch Hội Thực vật học Hoa Kỳ, Quyền Chủ tịch Liên đoàn vì sự tiến bộ khoa học Hoa Kỳ, Chủ tịch Câu lạc bộ Thực vật học New England, Chủ tịch Hội nhà phân loại thực vật Hoa Kỳ và Chủ tịch Liên minh Thực vật học Quốc tế.
Họ của ông được dùng để đặt cho nhiều chi thực vật như Merrillia (đồng nghĩa Murraya J.Koenig ex L.), Merrillanthus (đồng nghĩa Vincetoxicum Wolf), Merrilliobryum (một chi rêu), Merrilliodendron (họ Thụ đào Icacinaceae), Merrilliopanax (Họ Cuồng Araliaceae), Sinomerrillia (đồng nghĩa Neuropeltis Wall.), và Elmerrillia (đồng nghĩa Magnolia Plum. ex L.). Cùng với đó là 200 loài thực vật đặt theo họ ông.